# ひょっとこ

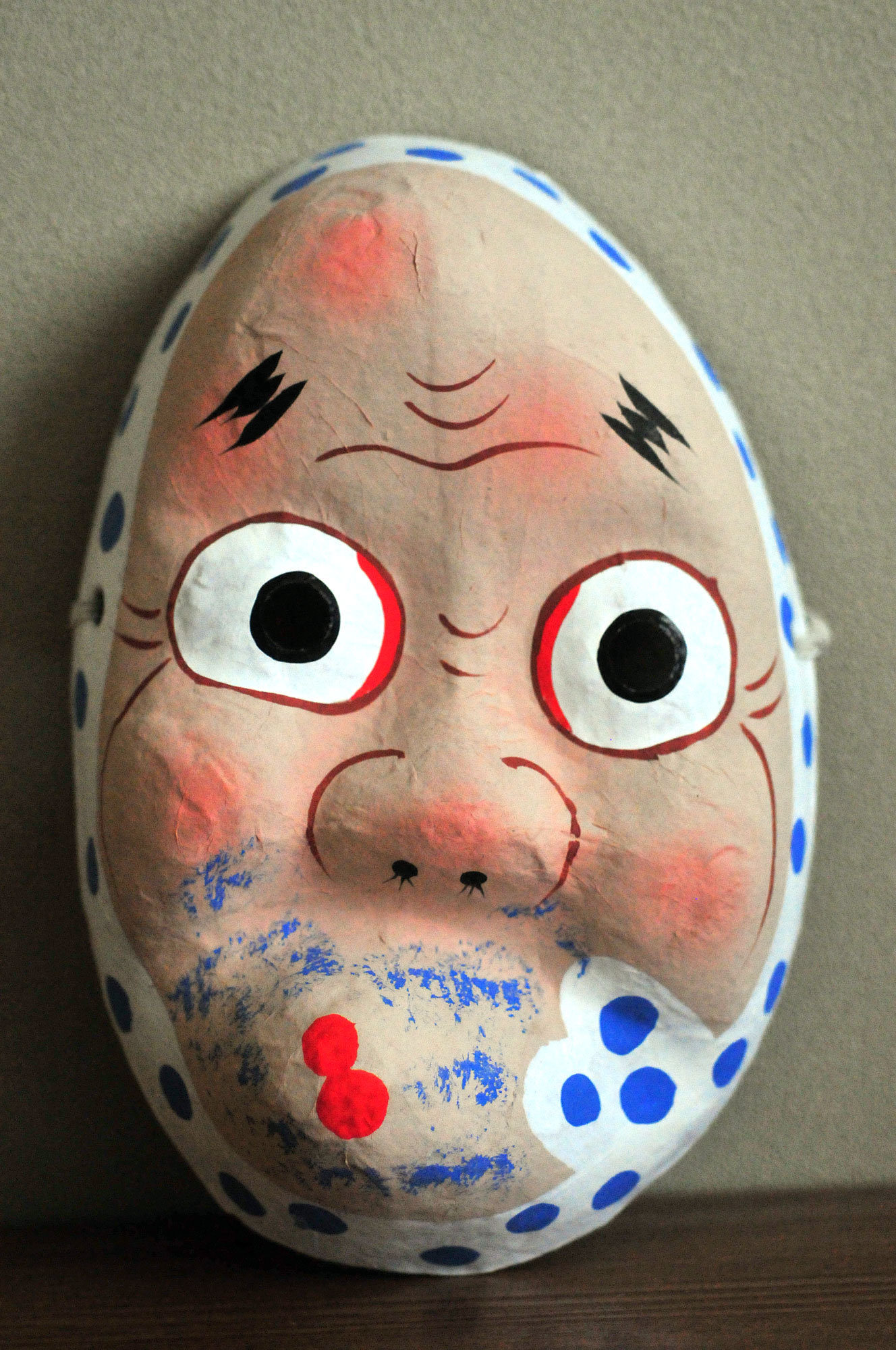
ひょっとこの面

ひょっとこは、口をすぼめて曲げたような表情の男性、あるいはその面のこと。潮吹き面（しおふきめん）ともいう。
左右の目の大きさが違うこともあり、頬被りをしている場合もある。あるいは面を付けた人は頬被りをすることが多い。女性の「おかめ」（おたふく）と対にあつかわれることもある。ひょっとこは田楽や祭礼における舞いや踊りの中での道化役としてしばしば登場する。
ひょっとこの語源は竈（かまど）の火を竹筒（火吹き棒）で吹く「火男」がなまったという説がある。（左右の目の大きさが違うのは煙が目に入ったから）また、口が徳利のようであることから「非徳利」からとの説などもある。

## 歴史
舞楽に登場する「二の舞」に登場する滑稽な役を演ずる役の面が神楽へ移行したものが、滑稽な道化役としてのひょっとこの登場の始まりだと考えられている里神楽（さとかぐら）では、一連の番数の神楽のほかに番外として舞われる「もどき」と称される踊りにひょっとこの面をつけた踊りが舞われた。
ひょっとこの面の造型自体は、猿楽などで使用されていた「黒尉」の面などに由来している。同種の面は「うそぶき」と呼ばれ、目はまるく、口をとがらせて突き出た形につくられている。現代まで見られるひょっとこの面の祖型が出来あがりはじめたのは室町時代であると見られており、江戸時代に里神楽・町神楽などを通じて一般的になっていったとされる。

## 昔話
岩手県に伝わる昔話には以下のようなものがあり、『江刺郡昔話』（佐々木喜善・編、1922年）などで報告されている。
爺さんが柴刈りの最中に穴を見つける。穴は災いをもたらすので塞いでしまおうと、大量の柴を押し込んでいると中から呼び声がして、立派な御殿のある世界に連れられる。呼んでいたのは美女で、さらに白髪の翁から褒美としてヘソから金（きん）を生む、奇妙な顔の子供を譲り受ける。爺さんは子供を気に入って育てたが、欲張りな婆さんはより大きな金を欲しがり、ヘソを火箸で無理やり突いたため、子供は死んでしまう。悲しむ爺さんに、自分に似せた面を竈の前に架けておけば、家が富み栄えると夢枕に立ったという話である。
その子の名前が「ひょうとく」であったことから、「ひょっとこ」という名称が生まれたとされている。東北地方には同様の類話が昔話として多く確認されており、登場する子供の名称が異なっていることがある（うんとく、したりなど）が、おおむねその後身が火神（かまど神）となったとされており、「ひょっとこ」と火が関係があるという民間語源に近い解説例として、よく採り上げられている。うんとく、したり、ひょうとくなどの登場する昔話は、竈の神として最終的にまつられる箇所以外は、『竜宮童子』などに分類される昔話と似た構造になっている。
また、前沢町（岩手県胆沢郡）では、お爺さんが山で腹痛を起こして苦しんでいた顔のめぐさい（みにくい）若者を助けて家に連れ帰ったところ、恩返しのために働いてくれた際、みにくくとがった口を火吹き竹のように使ってとても上手に台所の煮炊きの火を起こしてくれた。その若者がいる間は家はとても栄えたが、婆さんが次第に若者をうとんじるようになり、追い出したところ、家はたちまち衰微してしまった。という話も採集されている。この話ではひょっとこの始まりにあたる存在が子供ではなく若者になっているが、若者が「竈の近くに自分の顔に似せた面を飾っておけば良い」と後に爺さんに告げる結末があり、形式は同じである。

## 文学作品および伝統芸能に登場するひょっとこ
ひょっとこの登場する作品を列挙することは枚挙に暇がないが、時代や各文芸におけるひょっとこの変遷を考えるうえで役立ちそうなものとして紹介する。
- 芥川龍之介が『ひょっとこ』という題名の小説を書いている。
- 須藤鐘一の小説『奇怪な肖像画』中、友吉という登場人物の容貌の表現に「ヒョットコ面（づら）」というのが見られる。
- 太宰治の著作『おしゃれ童子』中、演劇中の鳶職が「ひょっとこめ!」と台詞を吐くことに憧れ紺の股引が欲しかったという記載がある。
- 古典落語 『厩火事』中に「ひょっとこめ!」と相手を揶揄する台詞がある。
- レーヴィ・マデトヤの作曲によるバレエ音楽 『オコン・フオコ』は日本を舞台にした作品で、題名は「おかめ・ひょっとこ」が由来ともされる。

### ひょっとこの登場する祭

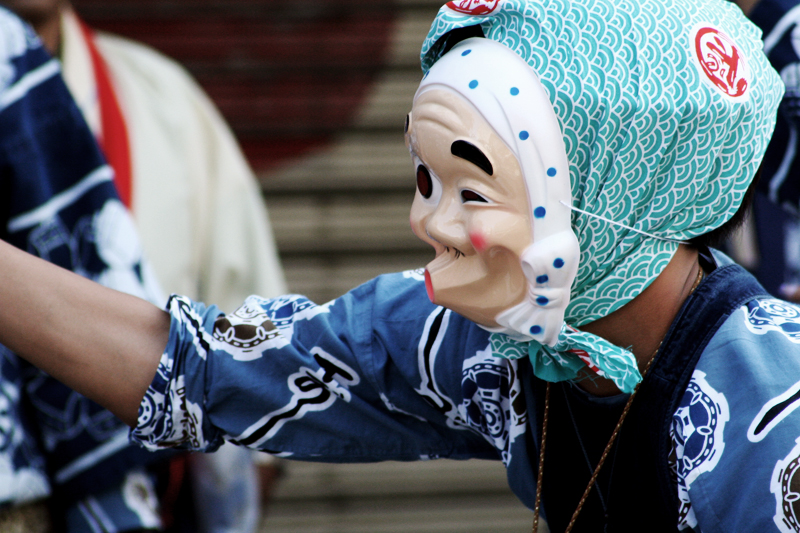
佐原の大祭秋祭りでのひょっとこ

面をつけ滑稽な踊りをすることは現代の各地の神楽や祭りでも見ることができる。
茨城県の桜川市久原では祭礼として「ひょっとこ」と呼ばれる滑稽な踊り・寸劇が行われていた。ひょっとこ囃子で踊ることからそのように呼ばれており、地芝居あるいは歌舞伎の茶番狂言などが素地になっていると考えられている。
福島県にあるデコ屋敷周辺では張り子で作られたひょっとこの面で踊る「高柴ひょっとこ踊り」が300年ほど前から伝えられ、郡山市内の愛好会による踊りが郡山うねめまつりなどで披露される。
大規模にひょっとこを取り上げたものには、宮崎県日向市で開催されている「日向ひょっとこ夏祭り」がある。祭り自体は1984年（昭和59年）に始まった新しいものではあるが、毎年数万の観客を集め、2000人以上の踊り手が市内を練り歩く、同市最大かつ宮崎県を代表するお祭りである。この祭りで踊られる腰を前後にグラインドさせて痙攣する動きが特徴的な「永田のひょっとこ踊り」は明治期に日向市塩見永田地区で眼科医を開業していた医師・橘公行が里神楽を元に考案したとされ、現在は地元の橘ひょっとこ踊り保存会によって引き継がれている。
島根県の民謡「安来節」にもひょっとこ顔の男踊りとして、「ドジョウ掬い踊り」がある。出雲国（島根県）はかつて製鉄が盛んであり、その砂鉄採取が所作の源流とされ、炎と関係の深い金属精錬神への奉納踊りの側面もあったとも考えられている。

## 空調用ダクトのひょっとこ
冷暖房に使用するダクトの部材において、主管から分岐する場合に抵抗を減らすために風の流れる方向に広がった台形状の取り出し管のことを「ひょっとこ」と呼称する。吹き出し口に取り出す場合に、天井開口から作業できるように、内側から折り倒せるように加工した取り出し管を「内ひょっとこ」と呼称する。ともに取り出し部分にあたる鉄板がひょっとこの面の口のように飛び出していることからの呼称である。